# Vicente Mortes Alfonso
Vicente Mortes Alfonso (Paterna, 8 de setembre de 1921 - Pamplona, 22 de maig de 1991) va ser un polític espanyol, ministre de l'Habitatge durant la dictadura de Franco, entre 1969 i 1973, que succeiria José María Martínez y Sánchez Arjona en el càrrec. Era afí a l'Opus Dei i va tenir un passat falangista.

## Biografia
Va néixer a Paterna el 8 de setembre de 1921, fill del paleta Vicente Mortes Lerma i de Carmen Alfonso Martí, d'una família d'agricultors. Arran la crisi de 1929 es van traslladar a viure amb un germà del pare a València. Degut a una malaltia que patia Vicente la família marxà a Navaixes, on els va sorprendre la guerra civil espanyola. El seu pare fou detingut el 1937 per fer pràctiques religioses i ell fou enviat a casa del seu oncle a València per tal que no l'enviessin al front.
El novembre de 1939, per mitjà d'un sacerdot amic de Josepmaria Escrivá de Balaguer, va entrar en una residència per estudiar Enginyeria de Ponts i Camins. A l'Acadèmia Iribas té com a mestre Julián Marías i el 1943 marxa a Madrid a estudiar. El 1949 es va llicenciar amb el número 2 de la promoció. Coincidiren en la seva promoció algunes persones que ocuparan càrrecs polítics en el futur, com els futurs ministres franquistes José María López de Letona i Francisco Lozano Vicente, i en la facultat coincidí amb Laureano López Rodó i els poetes Carlos Bousoño i Bartolomé Llorens.
Va fer pràctiques a Bèlgica, a través de l'empresa SICOB, fins a juny de 1950. D'allí passa als Països Baixos i torna a Brussel·les, fent diversos treballs relacionats amb la seva professió fins a juny de 1950. Torna a València, on demana l'admissió en l'Opus Dei poc després d'arribar a la ciutat. El 15 d'abril de 1952 es casà a Sagunt amb Conchita Roure.
El 1957 el ministre d'habitatge José Luis Arrese Magra el nomena director general de l'Habitatge. Poc després fou el responsable de les preses de decisió durant la riuada que afectà València el 1957 per les quals es construïren 1.500 habitatges en les barriades de la Verge de la Fuensanta, al costat del Camí de les Tres Creus; el grup Verge del Carme, en el Cabanyal; el grup Verge de la Coloma, a Torrent; i grup Verge de la Mercè, a Paterna. Va formar part de la Comissió Tècnica encarregada de buscar la solució definitiva a les riuades del Túria.
El 1959, després d'any i mig en la direcció general, dimiteix per diferències amb el ministre, José Luis Arrese i torna al SICOB, on rebutja algun oferiment del Ministre de la Governació, Camilo Alonso Vega, que li proposa ser governador civil de Sevilla i després de Barcelona. L'u de febrer de 1960 Jorge Vigón Suero-Díaz, ministre d'Obres Públiques, el nomena director general de carreteres. De la Direcció general de Carreteres passarà el 1963 a la Sotssecretaria d'Obres Públiques, a la Comissaria Adjunta del Pla de Desenvolupament, al Ministeri de l'Habitatge i, al juny de 1973, definitivament abandona la política.
El 1965 el General Vigón cessa al capdavant del Ministeri d'Obres Públiques, i el substitueix Federico Silva Muñoz. Vicente dimiteix en el seu càrrec. Al cap de poc és nomenat per Laureano López Rodó comissari adjunt al Pla de Desenvolupament, càrrec que ocuparà fins a 1969. Intervé en la creació de la Universitat Politècnica de València (en els seus inicis, Institut Politècnic) i serà president del seu Patronat des de 1969 fins a 1983.
El 29 d'octubre 1969, arran de l'escàndol Matesa, Franco constitueix un nou Govern, en el qual ocupa la cartera d'Habitatge Vicente Mortes, substituint José María Martínez y Sánchez-Arjona. Fou una època de fort creixement urbanístic i de l'habitatge, facilitada per l'aprovació del Decreto-Llei d'Actuacions Urbanístiques Urgents, la Reforma de la Llei del Sòl, i la posada al dia dels plans de les Àrees Metropolitanes de Barcelona i Madrid. Promogué la creació de la ciutat satèl·lit de Tres Cantos i el museu Dalí a la ciutat de Figueres.
És rellevat del seu càrrec de ministre en ser nomenat Luis Carrero Blanco cap del govern el 1973. Llavors decideix deixar la política i tornar a l'empresa privada. Al cap de poc s'incorpora a Nestlé Espanya com a president. Posteriorment fou conseller d'Unió Elèctrica Fenosa i de Compagnie Internationale des Wagons Lits et du Tourisme, amb seu a Brussel·les. També el Ministre d'Hisenda, Rafael Cabello de Alba, el nomena conseller de la Caixa d'Estalvis i Mont de pietat de Madrid.
Morí el 21 de maig de 1991, als 69 anys.